# Madeleine West
Madeleine West (Melbourne, Victoria; 26 de julio de 1979) es una actriz australiana, más conocida por haber interpretado a Mel en la serie Satisfaction y actualmente por dar vida a Dione Bliss en la serie australiana Neighbours.

## Biografía
Es hija de Julie su padrastro es Matt, Madeleine tiene dos hermanastros menores, Jane y Jack.
En junio de 2002 Madeleine casi muere después de ser atropellada por un autobús en Sídney mientras se encontraba en un evento de caridad a favor de la fundación Kids Helpline. West esperaba cruzar la calle Oxford cuando el autobús se subió a la acera. Madeleine tuvo que ser sometida a cirugía para detener el sangrado de su cerebro y tuvo que someterse a cirugía plástica para cubrir las cicatrices que tenía en la cara.
Es muy buena amiga de la actriz Kimberley Cooper.
Desde 2004 sale con el chef Shannon Bennett. En diciembre de 2005 la pareja le dio la bienvenida a su primera hija juntos, Phoenix Bennett. A principios de abril de 2008 tuvieron un hijo, Hendrix Bennet. A finales de 2010 Madeleine dio a luz al tercer hijo de la pareja, Xascha Bennet. En 2012 la pareja le dio la bienvenida a su hija, Xanthe Bennett. En julio de 2014 anunciaron que estaban esperando gemelos en noviembre, la pareja le dio la bienvenida a las gemelas, Xalia y Margot Bennett.

## Carrera
Madeleine ha aparecido en numerosas puestas en escena entre ellas Arsenic and Old Lace, Night Reflections, Theatre in the Raw, After Midnight Before Dawn, Bye Bye Birdie, None the Wiser, Snow Queen, entre otras...
El 3 de febrero de 2000 se unió al elenco de la exitosa serie australiana Neighbours donde interpretó a la enfermera Dione "Dee" Bliss hasta el 29 de julio de 2003 después de que su coche cayera en el océano el día de su boda. Su esposo Toadfish Rebecchi pudo salvarse, pero Dee no y su cuerpo nunca fue encontrado. El 20 de enero de 2017 regresó a la serie como Dee y desde entonces aparece en ella.
En 2007 se unió al elenco de la serie Satisfaction donde interpretó a la prostituta Mel hasta 2010 después de que su personaje decidiera irse del burdel para manejar otro en Abu Dhabi.
En 2008 se unió al elenco de la primera temporada de la exitosa serie criminal Underbelly donde interpretó a la sexy peluquera Danielle "Pill Press Queen" McGuire, la novia del criminal Tony Mokbel.
En 2010 apareció como personaje recurrente en la serie Rescue Special Ops, donde interpretó a la bombera Annika Ehrenberg.
En 2011 hizo una aparición especial en la serie Winners & Losers donde interpretó a Deidre Gross, la hermana de Jenny, Bridget y Patrick. 
En 2012 interpretó a la esposa de Mark Hardy en la serie Lowdown.
En 2013 apareció como invitada en la serie Mr & Mrs Murder donde interpretó a Rena, una asistente de cirugía cosmética. Ese mismo año apareció como personaje recurrente en la segunda temporada de la serie House Husbands donde interpreta a Dimity.
En agosto de 2013 se anunció que Madeleine interpretaría nuevamente a la peluquera Danielle McGuire en Fat Tony & Co, la cual sería estrenada en 2014.

## Filmografía

### Series de televisión
| Año                      | Serie                         | Personaje        | Notas                             |
| ------------------------ | ----------------------------- | ---------------- | --------------------------------- |
| 2000 - 2003, 2017 - 2020 | Neighbours                    | Dione Bliss      | 546 episodios                     |
| 2018 - 2019              | Playing for Keeps             | Kath Rickards    | 16 episodios                      |
| 2017                     | Get Krack!n                   | Trudy Lane       | ep. #1.7                          |
| 2017                     | True Story with Hamish & Andy | Madre            | episodio "Emidio"                 |
| 2016 - 2017              | The Wrong Girl                | Erica Jones      | 18 episodios                      |
| 2014                     | Fat Tony & Co                 | Danielle McGuire | 9 episodios                       |
| 2013                     | House Husbands                | Dimity           | 8 episodios                       |
| 2013                     | Mr & Mrs Murder               | Rena             | episodio "Keeping Up Appearances" |
| 2012                     | Lowdown                       | Esposa de Mark   | episodio "A Bollywood Ending"     |
| 2011                     | Winners & Losers              | Deidre Gross     | episodio "We Are Family"          |
| 2010                     | Rescue Special Ops            | Annika Ehrenberg | 4 episodios                       |
| 2007 - 2010              | Satisfaction                  | Mel              | 30 episodios                      |
| 2009                     | City Homicide                 | Melinda Jackson  | episodio "Diggers"                |
| 2008                     | Canal Road                    | Bianca Pearce    | 2 episodios                       |
| 2008                     | Underbelly                    | Danielle McGuire | 6 episodios                       |
| 2007                     | The Starter Wife              | Katy             | 3 episodios                       |
| 2005                     | Last Man Standing             | Janie            | episodio # 1.16                   |
| 2004                     | Stingers                      | Rochelle         | episodio "The River of No Return" |

### Películas
| Año  | Título                   | Personaje       | Notas                                                                              |
| ---- | ------------------------ | --------------- | ---------------------------------------------------------------------------------- |
| 2014 | Predestination           | Mrs. Stapleton  | junto a Ethan Hawke, Noah Taylor, Freya Stafford & Dennis Coard                    |
| 2012 | Save Your Legs           | Janine          | junto a David Lyons, Brenton Thwaites, Brendan Cowell, Stephen Curry & Ryan O'Kane |
| 2011 | Faces                    | Rita            | corto - junto a Sue Broberg, Paul O'Brien & Kylee Ellis                            |
| 2010 | Matching Jack            | Nancy           | junto a Jane Allsop                                                                |
| 2007 | The Condemned            | Sarah Cavanaugh | junto a Sam Healy, Rick Hoffman & Andy McPhee                                      |
| 2005 | You and Your Stupid Mate | Emma            | -                                                                                  |
| 2005 | Hercules                 | Hippolyta       | junto a Sean Astin                                                                 |
| 2004 | Big Reef                 | Casey Lane      | junto a Steve Bisley, Damien Garvey & Jack Finsterer                               |

## Premios y nominaciones
| Año  | Categoría                                              | Premio             | Serie        | Resultado |
| ---- | ------------------------------------------------------ | ------------------ | ------------ | --------- |
| 2009 | Most Outstanding Performance by a Female Actor         | ASTRA Award        | Satisfaction | Nominada  |
| 2009 | Most Outstanding Actress                               | Silevr Logie Award | Satisfaction | Nominada  |
| 2008 | Best Guest or Supporting Actress in a Television Drama | AFI Award          | Underbelly   | Ganadora  |
| 2001 | Most Popular New Female Talent                         | Logie Award        | Neighbours   | Nominada  |